# Gouvernement Nečas
Pour les articles homonymes, voir Nečas.
 (septembre 2023).
Si vous disposez d'ouvrages ou d'articles de référence ou si vous connaissez des sites web de qualité traitant du thème abordé ici, merci de compléter l'article en donnant les références utiles à sa vérifiabilité et en les liant à la section « Notes et références ».
République tchèque
Fischer Rusnok
Le gouvernement Nečas (Vláda Petra Nečase) est le gouvernement de la République tchèque du  13 juillet 2010 au 10 juillet 2013, durant la sixième législature de la Chambre des députés.

## Coalition et historique
Dirigé par le nouveau président du gouvernement libéral, Petr Nečas, il est soutenu par une coalition de centre droit entre le Parti démocratique civique (ODS), TOP 09 et Affaires publiques (VV), qui disposent ensemble de 118 sièges sur 200 à la Chambre des députés, soit 59 % des élus.
Il a été formé à la suite des élections législatives des 24 et 25 mai 2010, au cours desquelles le Parti social-démocrate tchèque (ČSSD) est arrivé en tête mais sans pouvoir rassembler de majorité du fait de la victoire des partis libéraux et conservateurs, et succède au gouvernement de Jan Fischer, constitué uniquement d'indépendants, formé en 2009 avec le soutien de l'ODS et du ČSSD.

## Composition

### Initiale (13 juillet 2010)
| Portefeuille                                                            | Nom | Nom                                              | Parti  |
| ----------------------------------------------------------------------- | --- | ------------------------------------------------ | ------ |
| Président du gouvernement                                               |     | Petr Nečas                                       | ODS    |
| Premier vice-président du gouvernement Ministre des Affaires étrangères |     | Karel Schwarzenberg                              | TOP 09 |
| Vice-président du gouvernement Ministre de l'Intérieur                  |     | Radek John                                       | VV     |
| Ministre des Finances                                                   |     | Miroslav Kalousek                                | TOP 09 |
| Ministre de la Défense                                                  |     | Alexandr Vondra                                  | ODS    |
| Ministre de l'Industrie et du Commerce                                  |     | Martin Kocourek                                  | ODS    |
| Ministre de la Justice Président du conseil législatif                  |     | Jiří Pospíšil                                    | ODS    |
| Ministre du Travail et des Affaires sociales                            |     | Jaromír Drábek                                   | TOP 09 |
| Ministre des Transports                                                 |     | Vít Bárta (jusqu'au 08/04/2011)                  | VV     |
| Ministre de l'Agriculture                                               |     | Ivan Fuksa                                       | ODS    |
| Ministre de la Santé                                                    |     | Leoš Heger                                       | TOP 09 |
| Ministre de l'Éducation, de la Jeunesse et des Sports                   |     | Josef Dobeš                                      | VV     |
| Ministre de l'Environnement                                             |     | Pavel Drobil (jusqu'au 17/01/2011) Tomáš Chalupa | ODS    |
| Ministre de la Culture                                                  |     | Jiří Besser                                      | STAN   |
| Ministre du Développement régional                                      |     | Kamil Jankovský                                  | VV     |

### Remaniement du19 avril 2011
- Les nouveaux ministres sont indiqués en gras, ceux ayant changé d'attribution en italique.

| Portefeuille                                                                 | Nom | Nom                 | Parti  |
| ---------------------------------------------------------------------------- | --- | ------------------- | ------ |
| Président du gouvernement                                                    |     | Petr Nečas          | ODS    |
| Premier vice-président du gouvernement Ministre des Affaires étrangères      |     | Karel Schwarzenberg | TOP 09 |
| Vice-président du gouvernement Coordination de la lutte contre la corruption |     | Radek John          | VV     |
| Ministre des Finances                                                        |     | Miroslav Kalousek   | TOP 09 |
| Ministre de la Défense                                                       |     | Alexandr Vondra     | ODS    |
| Ministre de l'Intérieur                                                      |     | Jan Kubice          | Sans   |
| Ministre de l'Industrie et du Commerce                                       |     | Martin Kocourek     | ODS    |
| Ministre de la Justice Président du conseil législatif                       |     | Jiří Pospíšil       | ODS    |
| Ministre du Travail et des Affaires sociales                                 |     | Jaromír Drábek      | TOP 09 |
| Ministre des Transports                                                      |     | Radek Šmerda        | Sans   |
| Ministre de l'Agriculture                                                    |     | Ivan Fuksa          | ODS    |
| Ministre de la Santé                                                         |     | Leoš Heger          | TOP 09 |
| Ministre de l'Éducation, de la Jeunesse et des Sports                        |     | Josef Dobeš         | VV     |
| Ministre de l'Environnement                                                  |     | Tomáš Chalupa       | ODS    |
| Ministre de la Culture                                                       |     | Jiří Besser         | STAN   |
| Ministre du Développement régional                                           |     | Kamil Jankovský     | VV     |

### Remaniement du1erjuillet 2011
- Les nouveaux ministres sont indiqués en gras, ceux ayant changé d'attribution en italique.

| Portefeuille                                                                                                   | Nom | Nom                                               | Parti  |
| --- | --- | ------------------------------------------------- | ------ |
| Président du gouvernement                                                                                      |     | Petr Nečas                                        | ODS    |
| Premier vice-président du gouvernement Ministre des Affaires étrangères                                        |     | Karel Schwarzenberg                               | TOP 09 |
| Vice-présidente du gouvernement Coordination de la lutte contre la corruption Présidente du conseil législatif |     | Karolína Peake                                    | VV     |
| Ministre des Finances                                                                                          |     | Miroslav Kalousek                                 | TOP 09 |
| Ministre de la Défense                                                                                         |     | Alexandr Vondra                                   | ODS    |
| Ministre de l'Intérieur                                                                                        |     | Jan Kubice                                        | Sans   |
| Ministre de l'Industrie et du Commerce                                                                         |     | Martin Kocourek (jusqu'au 16/11/2011) Martin Kuba | ODS    |
| Ministre de la Justice                                                                                         |     | Jiří Pospíšil                                     | ODS    |
| Ministre du Travail et des Affaires sociales                                                                   |     | Jaromír Drábek                                    | TOP 09 |
| Ministre des Transports                                                                                        |     | Pavel Dobeš                                       | VV     |
| Ministre de l'Agriculture                                                                                      |     | Ivan Fuksa (jusqu'au 04/10/2011) Petr Bendl       | ODS    |
| Ministre de la Santé                                                                                           |     | Leoš Heger                                        | TOP 09 |
| Ministre de l'Éducation, de la Jeunesse et des Sports                                                          |     | Josef Dobeš                                       | VV     |
| Ministre de l'Éducation, de la Jeunesse et des Sports                                                          |     | Petr Fiala                                        | Sans   |
| Ministre de l'Environnement                                                                                    |     | Tomáš Chalupa                                     | ODS    |
| Ministre de la Culture                                                                                         |     | Jiří Besser (jusqu'au 20/12/2011)                 | STAN   |
| Ministre de la Culture                                                                                         |     | Alena Hanáková                                    | Sans   |
| Ministre du Développement régional                                                                             |     | Kamil Jankovský                                   | VV     |

### Changements du29 mai 2012
Le 22 avril 2012, le parti Affaires publiques est exclu de la coalition gouvernementale par Petr Nečas, à la suite d'une grave crise interne. En effet, bien que condamné pour corruption, l'ancien ministre des Transports et président du groupe parlementaire des VV, Vít Bárta, décide de conserver son mandat et de poursuivre sa vie politique.
Sous l'impulsion de la vice-présidente du gouvernement, Karolína Peake, les ministres issus des Affaires publiques, la plus petite formation de la coalition, font le choix de quitter le parti, imités dans leur dissidence par six députés. Face à ces défections en série, Nečas se soumet, le 27 avril, à un vote de confiance des députés, qu'il remporte par 105 voix contre 93, une avance bien moins forte que lors de son entrée en fonctions.
Environ un mois plus tard, le 29 mai, les dissidents des VV annoncent la création d'un nouveau parti, centriste et libéral, qui prend le nom de LIDEM - Libéraux démocrates. Peake en devient la présidente et la formation est intégrée à la coalition gouvernementale, qui dispose donc, en principe, de 100 députés sur 200 à la Chambre des députés, soit 50 % des sièges.
- Les nouveaux ministres sont indiqués en gras, ceux ayant changé d'attribution en italique.

| Portefeuille                                                                                                   | Nom | Nom                                                    | Parti  |
| --- | --- | ------------------------------------------------------ | ------ |
| Président du gouvernement                                                                                      |     | Petr Nečas                                             | ODS    |
| Premier vice-président du gouvernement Ministre des Affaires étrangères                                        |     | Karel Schwarzenberg                                    | TOP 09 |
| Vice-présidente du gouvernement Coordination de la lutte contre la corruption Présidente du conseil législatif |     | Karolína Peake                                         | LIDEM  |
| Ministre des Finances                                                                                          |     | Miroslav Kalousek                                      | TOP 09 |
| Ministre de la Défense                                                                                         |     | Alexandr Vondra (jusqu'au 07/12/2012)                  | ODS    |
| Ministre de l'Intérieur                                                                                        |     | Jan Kubice                                             | Sans   |
| Ministre de l'Industrie et du Commerce                                                                         |     | Martin Kuba                                            | ODS    |
| Ministre de la Justice                                                                                         |     | Jiří Pospíšil (jusqu'au 03/07/2012) Pavel Blažek       | ODS    |
| Ministre du Travail et des Affaires sociales                                                                   |     | Jaromír Drábek (jusqu'au 16/11/2012) Ludmila Müllerová | TOP 09 |
| Ministre des Transports                                                                                        |     | Pavel Dobeš                                            | LIDEM  |
| Ministre de l'Agriculture                                                                                      |     | Petr Bendl                                             | ODS    |
| Ministre de la Santé                                                                                           |     | Leoš Heger                                             | TOP 09 |
| Ministre de l'Éducation, de la Jeunesse et des Sports                                                          |     | Petr Fiala                                             | Sans   |
| Ministre de l'Environnement                                                                                    |     | Tomáš Chalupa                                          | ODS    |
| Ministre de la Culture                                                                                         |     | Alena Hanáková                                         | Sans   |
| Ministre du Développement régional                                                                             |     | Kamil Jankovský                                        | LIDEM  |

### Remaniement du12 décembre 2012
- Les nouveaux ministres sont indiqués en gras, ceux ayant changé d'attribution en italique.

| Portefeuille                                                                  | Nom | Nom                                      | Parti  |
| ----------------------------------------------------------------------------- | --- | ---------------------------------------- | ------ |
| Président du gouvernement                                                     |     | Petr Nečas                               | ODS    |
| Premier vice-président du gouvernement Ministre des Affaires étrangères       |     | Karel Schwarzenberg                      | TOP 09 |
| Vice-présidente du gouvernement Coordination de la lutte contre la corruption |     | Karolína Peake                           | LIDEM  |
| Ministre des Finances                                                         |     | Miroslav Kalousek                        | TOP 09 |
| Ministre de la Défense                                                        |     | Karolína Peake (jusqu'au 20/12/2012)     | LIDEM  |
| Ministre de la Défense                                                        |     | Petr Nečas (intérim)                     | ODS    |
| Ministre de la Défense                                                        |     | Vlastimil Picek (à partir du 19/03/2013) | Sans   |
| Ministre de l'Intérieur                                                       |     | Jan Kubice                               | Sans   |
| Ministre de l'Industrie et du Commerce                                        |     | Martin Kuba                              | ODS    |
| Ministre de la Justice                                                        |     | Pavel Blažek                             | ODS    |
| Ministre du Travail et des Affaires sociales                                  |     | Ludmila Müllerová                        | TOP 09 |
| Ministre des Transports                                                       |     | Zbyněk Stanjura                          | ODS    |
| Ministre de l'Agriculture                                                     |     | Petr Bendl                               | ODS    |
| Ministre de la Santé                                                          |     | Leoš Heger                               | TOP 09 |
| Ministre de l'Éducation, de la Jeunesse et des Sports                         |     | Petr Fiala                               | Sans   |
| Ministre de l'Environnement                                                   |     | Tomáš Chalupa                            | ODS    |
| Ministre de la Culture                                                        |     | Alena Hanáková                           | Sans   |
| Ministre du Développement régional                                            |     | Kamil Jankovský                          | LIDEM  |
| Ministre sans portefeuille Président du conseil législatif                    |     | Petr Mlsna                               | Sans   |